# Iron Station
 (mai 2025).
Pour les articles homonymes, voir Iron (homonymie).
Iron Station est une census-designated place située dans le comté de Lincoln, dans l’État de Caroline du Nord, aux États-Unis. Lors du recensement de 2020, elle comptait 825 habitants.